# 塘湖镇 (通城县)
塘湖镇，是中华人民共和国湖北省咸寧市通城县下辖的一个乡镇级行政单位。

## 行政区划
塘湖镇下辖以下地区：
塘湖社区、望湖村、大埚村、雷吼村、润田村、获田村、龙印村、阁壁村、狮子村、南虹村、狼荷村、白沙村、凉亭村、图垅村、石坪村和石港村。